# 푸시퍼
푸시퍼(Puscifer)는 메이너드 제임스 키넌의 사이드 프로젝트이다.